# Karlo Aia
Pour les articles homonymes, voir Aia.
Karlo Aia, né le 18 août 1990 à Pärnu, est un coureur cycliste estonien. Il est notamment devenu champion d'Estonie du contre-la-montre espoirs en 2011 et 2012. 

## Palmarès et résultats

### Palmarès par année
- 2010
  - 3e du championnat d'Estonie du contre-la-montre espoirs
- 2011
  -  Champion d'Estonie du contre-la-montre espoirs
- 2012
  -  Champion d'Estonie du contre-la-montre espoirs
- 2016
  -  Champion d'Estonie du critérium

### Classements mondiaux
| Année           | 2014 | 2015 |
| --------------- | ---- | ---- |
| UCI Europe Tour | 670e | 978e |